# 领主 (意大利)
领主（義大利語：signoria）是中世纪、文艺复兴时期众多意大利城邦的统治机构，与中世纪公社和城邦共和国相对。领主统治的兴起与当时意大利局势混乱，民众渴望强权人物维护秩序的背景有关。